# Zhang Qi
Pour les articles homonymes, voir Zhang.
Dans ce nom chinois, le nom de famille, Zhang, précède le nom personnel.
Zhang Qi est une lutteuse libre chinoise.

## Carrière sportive
En 2017, elle décroche le titre de vice-championne du monde U-23 dans la catégorie des moins de 53 kg, battu en finale par la japonaise Miho Igarashi. Elle participe également aux championnats du monde séniors mais finit à la 20e place.
L'année suivante, elle se présente aux championnats du monde dans la catégorie des moins de 57 kg, où elle est battue en demi-finale par la Japonaise Mayu Mukaida puis échoue au pied du podium après une défaite contre la Nord-Coréenne Jong Myong-suk.
Elle peut changer de catégorie au cours d'une même saison entre 57 kg et 59 kg. En 2023, elle remporte la médaille d'or lors des Championnats du monde dans la catégorie des moins de 59 kg après une ultime victoire face à l'Ukrainienne Yuliya Tkach.